# Graphium latreillianus
Graphium latreillianus är en fjärilsart som först beskrevs av Jean Baptiste Godart 1819.  Graphium latreillianus ingår i släktet Graphium och familjen riddarfjärilar. Inga underarter finns listade i Catalogue of Life.

## Bildgalleri

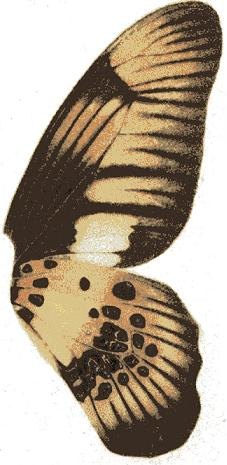
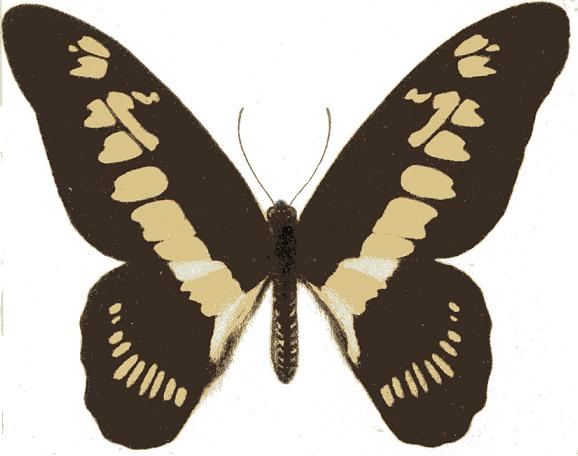
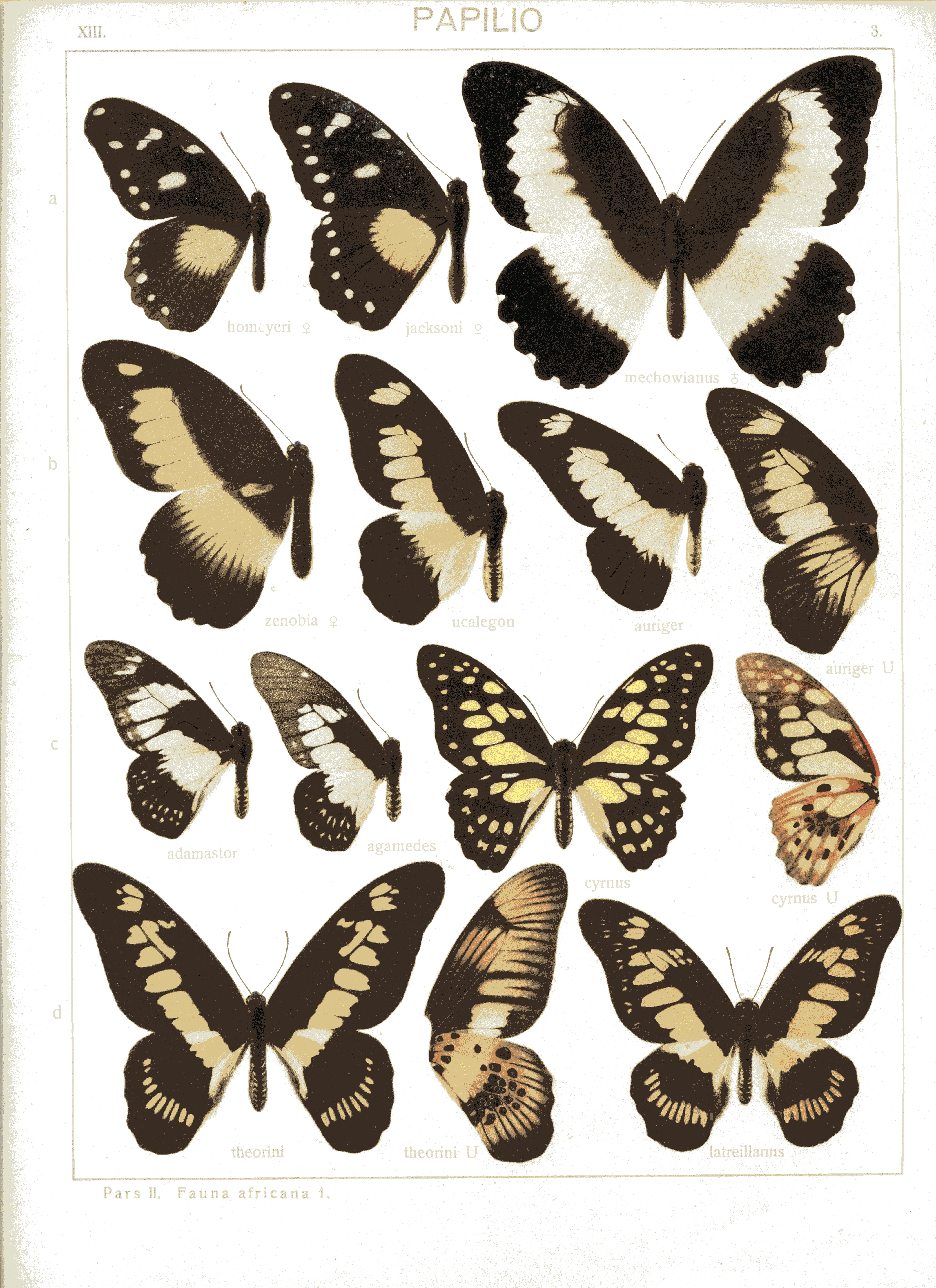